# Fimbristylis
Fimbristylis Vahl  é um género botânico pertencente à família Cyperaceae.
O gênero é composto por aroximadamente 740 espécies.

## Sinônimos
- Abildgaardia Vahl
- Dichostylis P.Beauv.
- Tylocarya Nelmes

## Principais espécies
| - Fimbristylis acicularis - Fimbristylis acuminata - Fimbristylis aestivalis - Fimbristylis annua - Fimbristylis autumnalis - Fimbristylis brevivaginata - Fimbristylis caroliniana - Fimbristylis castanea - Fimbristylis complanata - Fimbristylis cymosa - Fimbristylis decipiens - Fimbristylis dichotoma - Fimbristylis ferruginea - Fimbristylis globulosa - Fimbristylis harrisii | - Fimbristylis hawaiiensis - Fimbristylis inaguensis - Fimbristylis littoralis - Fimbristylis miliacea - Fimbristylis pauciflora - Fimbristylis perpusilla - Fimbristylis puberula - Fimbristylis quinquangularis - Fimbristylis schoenoides - Fimbristylis spathacea - Fimbristylis thermalis - Fimbristylis tomentosa - Fimbristylis tristachya - Fimbristylis umbellaris - Fimbristylis vahlii |

- PPP-Index Lista completa